# Arroz integral

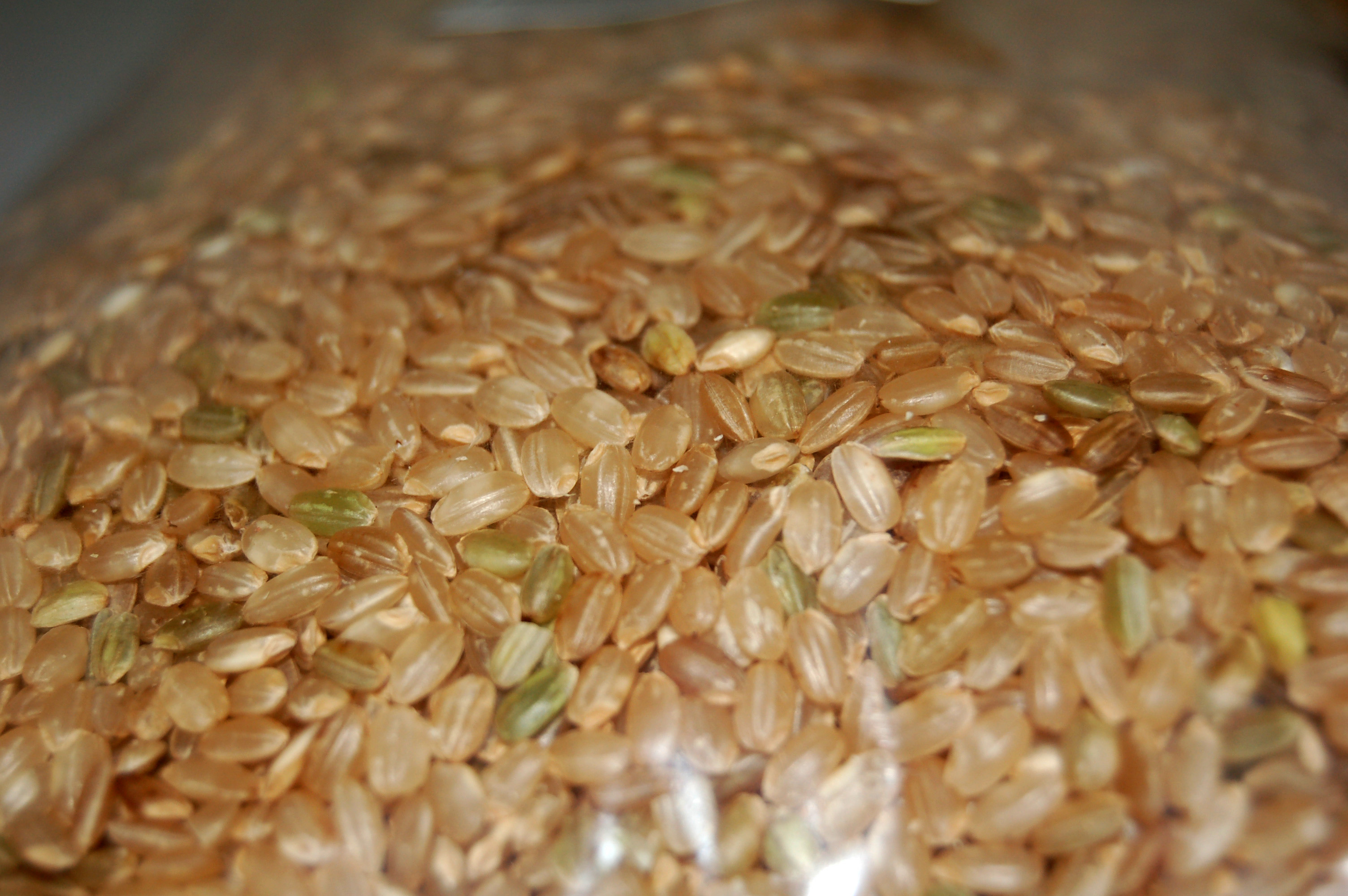
Arroz integral

O arroz integral, também chamado de arroz cargo, é o arroz descascado, do qual apenas a casca externa ou gluma foi removida, não comestível. Conserva todo o germe com a camada de farelo que o envolve, o que lhe confere uma cor castanha clara.

## Características
| Arroz integral                                   | Arroz integral | Arroz integral |
| ------------------------------------------------ | -------------- | -------------- |
| Valor nutricional por 100 g                      |                |                |
| Energia 375 kcal 1568 kJ                         |                |                |
| Carboidratos                                     | 77,1 g         | 77,1 g         |
| Açúcares                                         | 0,85 g         | 0,85 g         |
| Fibra dietética                                  | 3,5 g          | 3,5 g          |
| Gorduras                                         | 2,9 g          | 2,9 g          |
| Proteína                                         | 7,85 g         | 7,85 g         |
| Retinol (vit. A)                                 | 0 μg (0%)      | 0 μg (0%)      |
| Tiamina (vit. B1)                                | 0,401 mg (31%) | 0,401 mg (31%) |
| Riboflavina (vit. B2)                            | 0,093 mg (6%)  | 0,093 mg (6%)  |
| Niacina (vit. B3)                                | 5091 mg (34%)  | 5091 mg (34%)  |
| Ácido pantotênico (vit. B5)                      | 1493 mg (30%)  | 1493 mg (30%)  |
| Vitamina B6                                      | 0,509 mg (39%) | 0,509 mg (39%) |
| Cálcio                                           | 23 mg (2%)     | 23 mg (2%)     |
| Ferro                                            | 1,43 mg (11%)  | 1,43 mg (11%)  |
| Magnésio                                         | 143 mg (39%)   | 143 mg (39%)   |
| Manganês                                         | 3743 mg (187%) | 3743 mg (187%) |
| Potássio                                         | 223 mg (5%)    | 223 mg (5%)    |
| Sódio                                            | 7 mg (0%)      | 7 mg (0%)      |
| Zinco                                            | 2,2 mg (22%)   | 2,2 mg (22%)   |
| % da quantidade diária recomendada para adultos. |                |                |
| Fonte: Banco de dados de nutrientes do USDA.     |                |                |

Tem mais valor nutricional do que o arroz branco porque o farelo contém muitos elementos como fibras, vitaminas B1 (tiamina), vitaminas B2 (riboflavina), B3 (niacinamida), ferro, magnésio, cálcio e potássio que são perdidos com a moagem a que o arroz branco é submetido. O arroz integral também preserva o germe que fornece proteínas e ácidos graxos, bem como sua camada de aleuronas que contém elementos que eliminam a angiotensina, que influencia o desenvolvimento de arteriosclerose e hipertensão.
Nos Estados Unidos, a legislação federal garante que os níveis de vitaminas B1, B2, B3 e D e os níveis de ácido fólico, cálcio e ferro contidos no arroz não caiam abaixo de um determinado limite; caso contrário, o arroz deve ser enriquecido.
O arroz integral leva mais tempo para cozinhar, é mais difícil do que o arroz branco para mastigar e fica rançoso mais rapidamente. Em condições normais, o arroz integral pode ser guardado por meses, mas para estender sua vida e evitar a proliferação da traça da farinha, recomenda-se congelá-lo ou embalá-lo a vácuo. Sua ingestão calórica para cada 100 gramas é de 375 calorias, mas quando cozido, o arroz torna-se mais volumoso, de modo que a ingestão calórica é reduzida a quase um terço de sua contribuição.
Na Ásia, é tradicionalmente considerado um alimento para os pobres e em tempos de adversidade e guerra. Nos países ocidentais, desde a segunda metade do século XX, é frequentemente associada à alimentação saudável. É utilizado principalmente na preparação de pratos vegetarianos.